# P.J. Byrne
Paul Jeffrey 'P.J.' Byrne (Maplewood (New Jersey), 15 december 1974) is een Amerikaans acteur en stemacteur.

## Biografie
Byrne werd geboren in Maplewood (New Jersey), en groeide op in Old Tappan waar hij de high school doorliep aan de Northern Valley Regional High School at Old Tappan en zijn diploma haalde in 1992. Hierna haalde hij zijn diploma in financiën en theaterwetenschap aan de Boston College in Chestnut Hill (Massachusetts) (vlak bij Boston) , en zijn master of fine arts aan de toneelschool van de DePaul University in Chicago. Tijdens zijn studie was zijn wens te gaan werken bij een investeringsbank, een toneelleraar haalde hem over om zijn droom te volgen als acteur. Byrne is getrouwd en heeft een kind met wie hij in Los Angeles woont.
Byrne begon in 2001 met acteren in de film Spring Break Lawyer, waarna hij nog meerdere rollen speelde in films en televisieseries.

## Filmografie

### Films
Uitgezonderd korte films.
- 2024 Riff Raff - als Garrison
- 2023 Shazam! Fury of the Gods - als dr. Dario Bava
- 2022 Spirited - als mr. Alteli
- 2022 Somewhere in Queens  -als Ben Parson
- 2019 Bombshell - als Neil Cavuto
- 2019 Mob Town - als Vincent Vasisko
- 2019 Countdown - als pastoor John
- 2019 The World Without You - als Amram
- 2018 Tremors - als Melvin Plug
- 2018 Green Book - als baas
- 2018 Rampage: Big Meets Bigger - als Nelson
- 2018 The 15:17 to Paris - als mr. Henry
- 2017 Home Again - als Paul
- 2017 The Clapper - als mr. Caldwell
- 2017 Eloise - als Scott Carter
- 2016 True Memoirs of an International Assassin - als Trent
- 2015 The Gift - als Danny
- 2014 Walk of Shame - als Moshe
- 2013 The Wolf of Wall Street - als Nicky Koskoff
- 2012 K-11 - als C.R.
- 2012 The Campaign - als Rick
- 2012 Untitled Martin Lawrence Project - als Kip
- 2011 Absolute Killers - als Perry
- 2011 Final Destination 5 - als Isaac
- 2011 Horrible Bosses - als Kenny Sommerfeld
- 2011 Son of Morning - als Mitchell Zangwell
- 2010 Our Show - als Evan
- 2010 Monster Heroes - als sitcom zoon
- 2010 Dinner for Schmucks - als Davenport
- 2010 Extraordinary Measures - als dr. Preston
- 2009 Finding Bliss - als Gary
- 2008 Soul Men - als dokter van Floyd
- 2008 Surfer, Dude - als advocaat van Zarno
- 2008 Kissing Cousins - als Tucker
- 2008 Be Kind Rewind - als mr. Baker
- 2008 First Sunday - als assistent officier van justitie
- 2007 Charlie Wilson's War - als Jim Van Wagenen
- 2007 Evan Almighty - als staflid van Evan
- 2007 Loveless in Los Angeles - als Perry
- 2007 Because I Said So - als fotograaf
- 2006 Walkout - als leraar met peddel
- 2005 Fun with Dick and Jane - als lachende directielid
- 2005 Bewitched - als schrijver
- 2004 Helter Skelter - als man met dikke brilglazen
- 2003 Bruce Almighty - als paniekerige staflid in nieuwskamer
- 2002 Blood Work - als forensisch medewerker
- 2002 29 Palms - als de dokter
- 2001 Max Keeble's Big Move - als D.J. / jonge directielid
- 2001 Spring Break Lawyer - als Bill (hulp van Claxton)

### Televisieseries
Uitgezonderd eenmalige gastrollen.
- 2024 The Big Cigar - als Steve Blauner - 5 afl.
- 2023 Gen V - als Adam Bourke - 2 afl.
- 2022 Irreverent - als Mackenzie 'Mack' Boyd - 10 afl.
- 2020-2022 The Boys - als Adam Bourke - 3 afl.
- 2021 Never Have I Ever - als Evan - 6 afl.
- 2020 Them - als Stu Berks - 3 afl.
- 2017-2019 Big Little Lies - als schoolhoofd Nippal - 9 afl.
- 2019 Dynasty - als Stuart - 2 afl.
- 2018-2019 Black Lightning - als schoolhoofd Mike Lowry - 5 afl.
- 2017 I'm Dying Up Here - als Kenny Vessey - 3 afl.
- 2016-2017 Justice League Action - als Firestorm / Ronnie Raymond (stemmen) - 8  afl.
- 2017 I'm Dying Up Here - als Kenny Vessey - 3 afl.
- 2016 Vinyl - als Scott Levitt - 10 afl.
- 2015 Being Mary Jane - als Arthur Holzman - 2 afl.
- 2012-2014 The Legend of Korra - als Bolin (stem) - 47 afl.
- 2014 Intelligence - als Nelson Cassidy - 13 afl.
- 2006-2012 The Game - als Irv Smiff - 14 afl.
- 2009 Hannah Montana - als Baz B. Berkley - 2 afl.
- 2007 Viva Laughlin - als Jonesy - 2 afl.
- 2004 Clubhouse - als Bordon - 2 afl.

- Library of Congress Control Number: no2015052589
- Nederlandse Thesaurus van Auteursnamen: 111599539
- Système universitaire de documentation: 195554043
- Virtual International Authority File: 315604975